# José Scheinkman

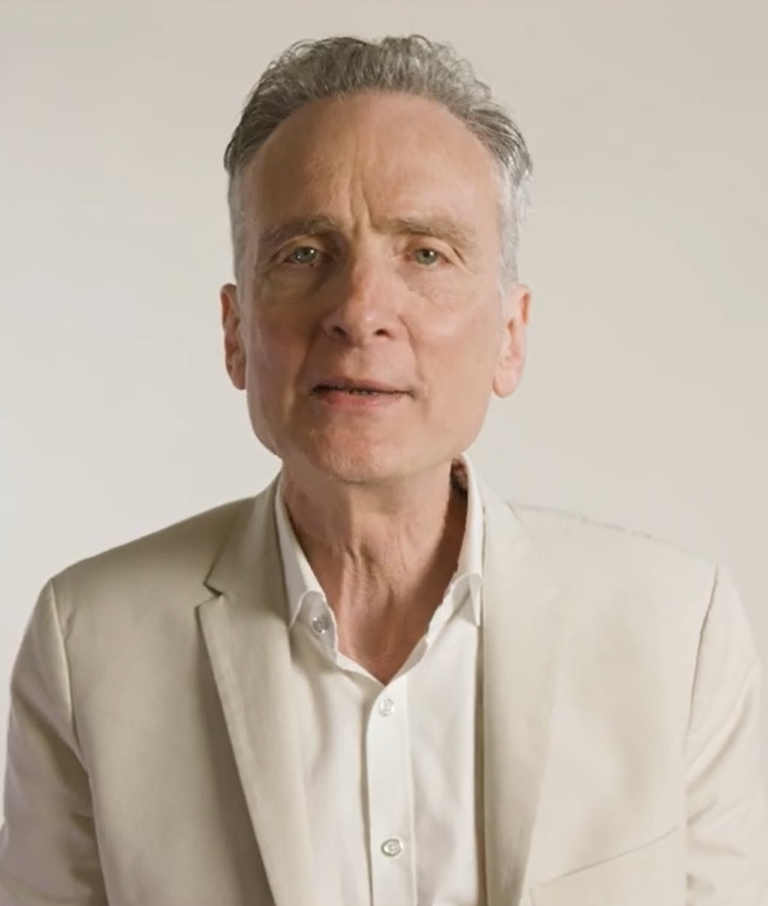
José Scheinkman (Februar 2020)

José Alexandre Scheinkman (* 11. Januar 1948 in Rio de Janeiro) ist ein brasilianischstämmiger US-amerikanischer Wirtschaftswissenschaftler.

## Werdegang, Forschung und Lehre
Scheinkman studierte Wirtschaftswissenschaft an der Universidade Federal do Rio de Janeiro, an der er 1969 mit einem Bachelor of Arts graduierte, sowie anschließend bis zum Erlangen eines Master-of-Science-Grades bis 1970 Mathematik am Instituto de Matemática Pura e Aplicada. Anschließend setzte er sein Studium in den Vereinigten Staaten fort. An der University of Rochester erhielt er 1973 seinen Master-of-Arts-Abschluss in Wirtschaftswissenschaft, im folgenden Jahr beendete er sein Ph.D.-Studium an der New Yorker Hochschule. 
Ab 1973 gehörte Scheinkman zunächst als Assistant Professor und ab 1976 als Associate Professor zum wissenschaftlichen Personal der University of Chicago. 1981 wurde er an der Hochschule zum ordentlichen Professor berufen. 1987 verließ er den akademischen Bereich und heuerte kurzzeitig bei Goldman Sachs an, kehrte aber bereits im folgenden Jahr an die University of Chicago zurück. Zwischen 1995 und 1998 saß er der wirtschaftswissenschaftlichen Fakultät vor. 1999 folgte er einem Ruf der Princeton University, die er wiederum 2013 in Richtung Columbia University verließ. 
Scheinkmans Arbeitsschwerpunkte liegen im Bereich der Finanzwissenschaft, dort setzte er in seinen Arbeiten unter anderem mit finanzmathematischen Methoden an der Schnittstelle von Wirtschaft und Physik sowie der dynamische Programmierung auf. Insbesondere fokussierte er sich auf Fragestellungen rund um Spekulation und Finanzblasen, etwa zu den Auswirkungen von Liquiditätserhöhungen auf die Fragilität der Finanzmärkte.
Scheinkman ist seit 1978 Fellow der Econometric Society, seit 1992 ist er Mitglied der American Academy of Arts and Sciences und seit 2008 der National Academy of Sciences. Dort leitete er zwischen 2012 und 2015 die Sektion für Wirtschaftswissenschaft. Seit 2012 ist er zudem korrespondierendes Mitglied der Brasilianischen Wissenschaftsakademie. Seit 2017 ist er Fellow der American Finance Association. 2001 erhielt er die Ehrendoktorwürde der Universität Paris-Dauphine. Seit 2005 ist er zudem Research Associate am National Bureau of Economic Research.
Vergangene und aktuelle Engagements in Chefredaktionen umfassen Periodika wie Annals of Finance, Journal of Political Economy, Journal of Economic Theory, Mathematics and Financial Economics und Quantitative Finance.